# 王僧祐
王僧祐（？—？），字胤宗，琅邪臨沂（今山東臨沂）人。東晉衞將軍王珣曾孫。南齊官員。

## 生平
王僧祐年幼時就已經很聰明，叔父王微就曾摸著僧祐的頭說：「這孩子清晰懂思考，不會是個急躁輕率的人。」堂兄王儉亦很看重僧祐，但每當他以顯貴官員出行的陣仗，以笳笛及騎隊開路到僧祐府前等僧祐出來，僧祐都會立即稱病不去。王儉就說：「這就是我所希冀的年輕人樣子呀。」當時人都推崇王儉追求名望及德行，而器重僧祐拒絕趨炎附勢。
王僧祐成年後獲舉秀才，原獲任命為驃騎法曹，但因為體弱而沒有接受任官。不過後來劉瓛聽聞其名氣和才幹，寫信向朝廷舉薦他，獲任命為著作佐郎，後遷司空祭酒。僧祐後來轉任晉安王蕭子懋的文學，而當時的晉安王友為陳郡袁氏的袁利，當時人都認為這次選任相當美妙。後調任太子中舍人，但一次在當值期間就稱病徑自離去，遭御史中丞沈約彈劾，後官至黃門郎去世。。

## 性格特徵
王僧祐未成年就屢經親人去世，而服喪期間就盡表孝心，至喪期結束後竟因頭髮大量掉落而差點戴不到冠帽。僧祐喜歡研究古代之事，愛好老莊學說而不追求地位顯貴，而且擅長草隸書及彈琴。然而他卻一直托病拒絕和別人出遊，不管其身份高低，這就令齊高帝蕭道成曾向王儉稱僧祐為「朝隱」，王儉答稱他不是想學隱士那樣清高脫俗，只是多病愛清靜而已。不過後來僧祐贈詞王儉，故意就形容王儉府第天天都很多人拜訪，而他的就門可羅雀。後來僧祐為齊武帝寫了講武賦，王儉向他借賦一看遭其拒絕；竟陵王蕭子良知僧祐會彈琴，找席上機會送琴想聽其演奏，又遭拒絕。及至後來隱士何點及王氏遠房王思遠等人想結交他，亦都被拒。

## 家庭

### 父
- 王遠，宋光祿勳，當時人將王遠比作屏風，認為他雖隨世俗風尚改變自己，但能擋住風言閒語，說話都仍遵從事理[6]。

### 子
- 王籍，有文才，南齊、梁官員，官至安西諮議參軍、作唐令[7]

### 孫
- 王碧，有文才，比王籍早死[8]。